# USS Tinian (CVE-123)
USS Tinian (CVE-123)  là một tàu sân bay hộ tống lớp Commencement Bay được Hải quân Hoa Kỳ chế tạo trong Chiến tranh Thế giới thứ hai. Nó là chiếc tàu chiến duy nhất của Hải quân Mỹ được đặt theo đảo Tinian thuộc quần đảo Marianna, nơi diễn ra Trận Tinian trong Thế Chiến II. Chỉ hoàn tất khi Thế Chiến II đã kết thúc, con tàu được nghiệm thu nhưng không bao giờ được đưa ra hoạt động. Đang khi trong thành phần dự bị, nó được xếp lại lớp như một tàu sân bay trực thăng CVHE-123 vào năm 1955, rồi như một tàu vận chuyển máy bay AKV-23 vào năm 1959 trước khi rút đăng bạ năm 1970 và bị bán để tháo dỡ một năm sau đó.

## Thiết kế và chế tạo
Tinian được đặt lườn tại xưởng tàu của hãng Todd Pacific Shipyards ở Tacoma, Washington vào ngày 20 tháng 3 năm 1945. Nó được hạ thủy vào ngày 5 tháng 9 năm 1945; được đỡ đầu bởi cô Grace L Woods, và được Hải quân Mỹ nghiệm thu vào ngày 30 tháng 7 năm 1946.

## Lịch sử hoạt động
Không được nhập biên chế, Tinian được đưa về Hạm đội 19 trực thuộc Hạm đội Dự bị Thái Bình Dương và bị bỏ không tại Tacoma, sẵn sàng hoạt động trở lại trong Chiến tranh Lạnh phòng khi xảy ra chiến tranh với Liên Xô. Đang khi trong thành phần dự bị, nó được xếp lại lớp như một tàu sân bay trực thăng với ký hiệu lườn CVHE-123 vào ngày 12 tháng 6 năm 1955; được điều sang Đội San Diego, Hạm đội Dự bị Thái Bình Dương vào ngày 9 tháng 6 năm 1958, rồi lại được xếp lại lớp như một tàu vận chuyển máy bay với ký hiệu lườn AKV-23 vào tháng 5 năm 1959.
Tinian tiếp tục nằm trong thành phần hạm đội dự bị tại San Diego cho đến khi được rút tên khỏi danh sách Đăng bạ Hải quân vào ngày 1 tháng 6 năm 1970. Con tàu được bán cho hãng Levin Metals Company ở San Jose, California vào ngày 15 tháng 12 năm 1971 để tháo dỡ,